# Дальнеконстантиновский район
Дальнеконстанти́новский райо́н — административно-территориальное образование (район) в Нижегородской области России. В рамках организации местного самоуправления ему соответствует Дальнеконстантиновский муниципальный округ (с 2004 до 2022 гг. — муниципальный район).
Административный центр — рабочий посёлок Дальнее Константиново.

## География
Район расположен в правобережной части Нижегородской области, в центральной сельскохозяйственной зоне.
Граничит на западе с Богородским и Сосновским, на севере — с Кстовским, на востоке — с Большемурашкинским и Перевозским, на юге с Вадским и Арзамасским районами (округами).
Площадь района — 1377,09 км².

## История
В XVII—XIX веках нынешняя территория района входила в состав дворцовой Терюшевской волости Нижегородского уезда Нижегородской губернии. Её населяла этнографическая группа мордвы — терюхане, сформировавшаяся из северных родов мордвы-эрзи.
В Терюшевской волости произошло два восстания, связанные с политикой христианизации, которую проводила Российская империя — в 1743—1745 годах и в 1808—1810 годах под руководством Кузьмы Алексеева.
В 1913 году существовали Сарлейская, Тепелевская (центр — д. Константиново), Терюшевская волости, в 1926 году — Дальнеконстантиновская волость. C 14 января по 15 июля 1929 года — Нижегородской области РСФСР. Дальне-Константиновский район был образован в 1929 году в Нижегородском округе Нижегородского края. С 1936 года — в Горьковской области.

## Население
| 1939    | 1959    | 1970    | 1979    | 1989    | 2002    | 2008    | 2009    | 2010    |
| ------- | ------- | ------- | ------- | ------- | ------- | ------- | ------- | ------- |
| 58 834  | ↘42 013 | ↘32 369 | ↘27 048 | ↘25 481 | ↘25 251 | ↘24 362 | ↘24 237 | ↘22 474 |
| 2011    | 2012    | 2013    | 2014    | 2015    | 2016    | 2017    | 2018    | 2019    |
| ↘22 396 | ↗22 594 | ↘22 469 | ↘22 265 | ↘21 832 | ↘21 470 | ↘21 140 | ↘20 880 | ↘20 676 |
| 2020    | 2021    |         |         |         |         |         |         |         |
| ↘20 352 | ↗20 731 |         |         |         |         |         |         |         |

### Урбанизация
Городское население (рабочий посёлок Дальнее Константиново) составляет 23,38 % от всего населения района.

### Национальный состав
По данным Всероссийской переписи 2010 года
- русские — 95,3 %,
- мордва (эрзя, мокша, терюхане) — 0,8 %,
- марийцы — 1,4 %,
- чуваши — 1,1 %,
- украинцы — 0,5 %,
- прочие — 0,9 %.

## Административно-муниципальное устройство
В Дальнеконстантиновский район, в рамках административно-территориального устройства области, входят 10 административно-территориальных образований, в том числе 1 рабочий посёлок и 9 сельсоветов.
| №  | Административно-территориальное (муниципальное) образование | Административный центр                | Количество населённых пунктов | Население (чел.) | Площадь (км²) |
| -- | ----------------------------------------------------------- | ------------------------------------- | ----------------------------- | ---------------- | ------------- |
| 1  | Рабочий посёлок Дальнее Константиново                       | рабочий посёлок Дальнее Константиново | 4                             | ↗4916            | 9,92          |
| 2  | Белозеровский сельсовет                                     | село Белозерово                       | 11                            | ↘918             | 169,73        |
| 3  | Богоявленский сельсовет                                     | село Богоявление                      | 11                            | ↘1255            | 116,32        |
| 4  | Дубравский сельсовет                                        | посёлок Дубрава                       | 11                            | ↘1377            | 123,44        |
| 5  | Кужутский сельсовет                                         | деревня Кужутки                       | 8                             | ↗1095            | 86,70         |
| 6  | Малопицкий сельсовет                                        | село Малая Пица                       | 14                            | ↗1088            | 144,46        |
| 7  | Нижегородский сельсовет                                     | посёлок Нижегородец                   | 8                             | ↗2097            | 99,98         |
| 8  | Сарлейский сельсовет                                        | село Сарлей                           | 11                            | ↘1813            | 263,49        |
| 9  | Суроватихинский сельсовет                                   | посёлок станции Суроватиха            | 13                            | ↘5089            | 267,07        |
| 10 | Тепелевский сельсовет                                       | село Тепелево                         | 8                             | ↘1083            | 95,98         |

Первоначально на территории Дальнеконстантиновского района к 2004 году выделялись 1 рабочий посёлок и 14 сельсоветов. В рамках организации местного самоуправления в 2004—2009 гг. в существовавший в этот период Дальнеконстантиновский муниципальный район входили соответственно 15 муниципальных образований, в том числе 1 городское поселение и 14 сельских поселений. В 2009 году были упразднены следующие сельсоветы: Таможниковский (включён в Белозеровский сельсовет), Арманихинский (включён в Богоявленский сельсовет), Маргушинский (включён в Малопицкий сельсовет), Татарский (включён в Сарлейский сельсовет), Мигалихинский (включён в Суроватихинский сельсовет). Законом от 4 мая 2022 года Дальнеконстантиновский муниципальный район и все входившие в его состав поселения были упразднены и объединены в Дальнеконстантиновский муниципальный округ.

## Населённые пункты

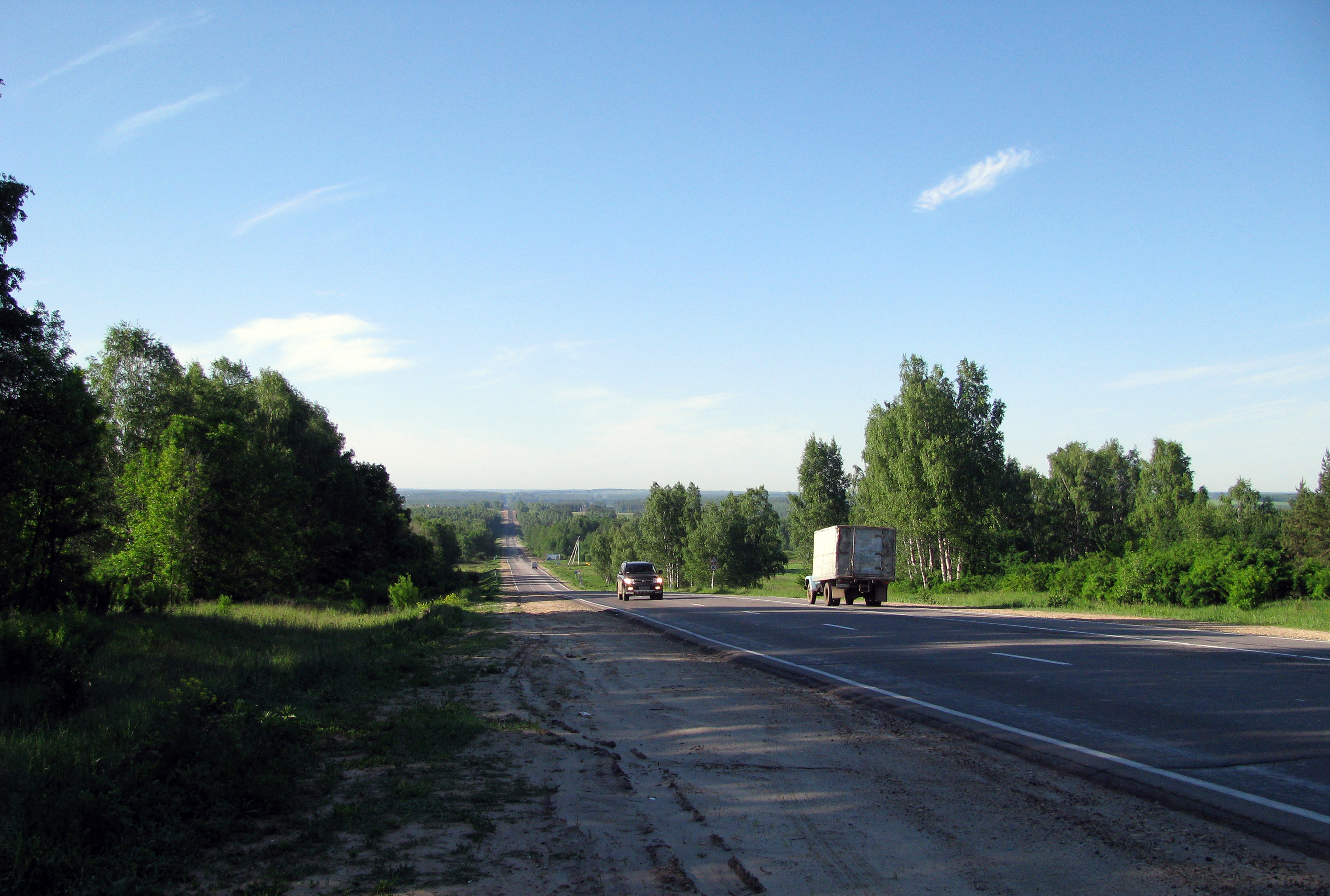
Трасса недалеко от СПК «Нижегородец» в Дальнеконстантиновском районе.

В Дальнеконстантиновском районе 99 населённых пунктов, в том числе посёлок городского типа (рабочий посёлок) и 98 сельских населённых пунктов.
| №  | Населённый пункт      | Тип             | Население | Административно- территориальное (муниципальное) образование |
| -- | --------------------- | --------------- | --------- | ------------------------------------------------------------ |
| 1  | Дальнее Константиново | рабочий посёлок | ↗4846     | рабочий посёлок Дальнее Константиново                        |
| 2  | Александровка         | посёлок         | ↘1        | Богоявленский сельсовет                                      |
| 3  | Александровка         | деревня         | ↗37       | Кужутский сельсовет                                          |
| 4  | Арапиха               | деревня         | ↘24       | Суроватихинский сельсовет                                    |
| 5  | Арманиха              | село            | ↘268      | Богоявленский сельсовет                                      |
| 6  | Бакшеево              | деревня         | ↘122      | Сарлейский сельсовет                                         |
| 7  | Белая                 | деревня         | ↘36       | Белозеровский сельсовет                                      |
| 8  | Белая Поляна          | деревня         | ↘10       | Богоявленский сельсовет                                      |
| 9  | Белозерово            | село            | ↘377      | Белозеровский сельсовет                                      |
| 10 | Берсеменово           | село            | ↘162      | Белозеровский сельсовет                                      |
| 11 | Берсениха             | деревня         | ↘8        | Сарлейский сельсовет                                         |
| 12 | Богоявление           | село            | ↘944      | Богоявленский сельсовет                                      |
| 13 | Большая Пица          | село            | ↘9        | Малопицкий сельсовет                                         |
| 14 | Большое Сескино       | деревня         | ↘42       | Сарлейский сельсовет                                         |
| 15 | Большое Терюшево      | село            | ↘26       | Малопицкий сельсовет                                         |
| 16 | Борисово-Покровское   | село            | ↘60       | Нижегородский сельсовет                                      |
| 17 | Борцово               | деревня         | ↘54       | Сарлейский сельсовет                                         |
| 18 | Бугры                 | деревня         | ↗69       | Нижегородский сельсовет                                      |
| 19 | Вармалей              | село            | ↘41       | Белозеровский сельсовет                                      |
| 20 | Винный Майдан         | деревня         | ↘48       | Богоявленский сельсовет                                      |
| 21 | Выползово             | деревня         | ↘14       | Малопицкий сельсовет                                         |
| 22 | Вышка                 | деревня         | ↘47       | Нижегородский сельсовет                                      |
| 23 | Горные Березники      | село            | ↘12       | Дубравский сельсовет                                         |
| 24 | Городищи              | деревня         | ↘2        | Белозеровский сельсовет                                      |
| 25 | Гремячая Поляна       | село            | ↘20       | Богоявленский сельсовет                                      |
| 26 | Дубки                 | посёлок         | ↘255      | Суроватихинский сельсовет                                    |
| 27 | Дубрава               | посёлок         | ↗800      | Дубравский сельсовет                                         |
| 28 | Застенный             | посёлок         | ↘18       | Суроватихинский сельсовет                                    |
| 29 | Зубаниха              | деревня         | ↗72       | Кужутский сельсовет                                          |
| 30 | Ивановка              | посёлок         | ↗17       | рабочий посёлок Дальнее Константиново                        |
| 31 | Ишино                 | село            | ↘30       | Малопицкий сельсовет                                         |
| 32 | Кажлейка              | село            | ↘52       | Суроватихинский сельсовет                                    |
| 33 | Камаиха               | посёлок         | ↘5        | Тепелевский сельсовет                                        |
| 34 | Касаткино             | посёлок         | ↘25       | Суроватихинский сельсовет                                    |
| 35 | Ключищи               | деревня         | →0        | Малопицкий сельсовет                                         |
| 36 | Княгиновка            | деревня         | ↘0        | Малопицкий сельсовет                                         |
| 37 | Кремёнки              | деревня         | ↘12       | Нижегородский сельсовет                                      |
| 38 | Кривая Грань          | посёлок         | ↘0        | Малопицкий сельсовет                                         |
| 39 | Криуша                | деревня         | ↗49       | Нижегородский сельсовет                                      |
| 40 | Кудрино               | деревня         | ↘15       | Тепелевский сельсовет                                        |
| 41 | Кужадон               | деревня         | ↘72       | Тепелевский сельсовет                                        |
| 42 | Кужутки               | деревня         | ↗720      | Кужутский сельсовет                                          |
| 43 | Курилово              | село            | ↗135      | Кужутский сельсовет                                          |
| 44 | Лазазей               | деревня         | ↘396      | Тепелевский сельсовет                                        |
| 45 | Лапшиха               | деревня         | ↘70       | Кужутский сельсовет                                          |
| 46 | Лубянцы               | село            | ↘96       | Тепелевский сельсовет                                        |
| 47 | Льготка               | деревня         | ↘2        | Сарлейский сельсовет                                         |
| 48 | Майморы               | деревня         | ↘46       | Дубравский сельсовет                                         |
| 49 | Макраша               | деревня         | ↘4        | Малопицкий сельсовет                                         |
| 50 | Малая Пица            | село            | ↘524      | Малопицкий сельсовет                                         |
| 51 | Малая Поляна          | деревня         | ↘59       | Богоявленский сельсовет                                      |
| 52 | Маликово              | село            | ↘95       | Тепелевский сельсовет                                        |
| 53 | Малое Сескино         | деревня         | ↘99       | Сарлейский сельсовет                                         |
| 54 | Малое Терюшево        | деревня         | ↘40       | Малопицкий сельсовет                                         |
| 55 | Маргуша               | село            | ↘309      | Малопицкий сельсовет                                         |
| 56 | Мигалиха              | село            | ↘134      | Суроватихинский сельсовет                                    |
| 57 | Мирша                 | деревня         | ↘57       | Кужутский сельсовет                                          |
| 58 | Миянг                 | посёлок         | ↗2        | Богоявленский сельсовет                                      |
| 59 | Муравьиха             | село            | ↘773      | Суроватихинский сельсовет                                    |
| 60 | Мухоедово             | село            | ↘60       | Белозеровский сельсовет                                      |
| 61 | Надеждино             | деревня         | ↘20       | Суроватихинский сельсовет                                    |
| 62 | Наченье               | деревня         | ↗48       | Кужутский сельсовет                                          |
| 63 | Нижегородец           | посёлок         | ↘1676     | Нижегородский сельсовет                                      |
| 64 | Новая Владимировка    | деревня         | ↘42       | Нижегородский сельсовет                                      |
| 65 | Новое                 | село            | ↘11       | Дубравский сельсовет                                         |
| 66 | Новое Борцово         | посёлок         | ↘0        | рабочий посёлок Дальнее Константиново                        |
| 67 | Новое Жедрино         | село            | ↘9        | Дубравский сельсовет                                         |
| 68 | Новые Березники       | село            | ↘142      | Суроватихинский сельсовет                                    |
| 69 | Ольгино               | деревня         | ↘23       | Суроватихинский сельсовет                                    |
| 70 | Осиновка              | деревня         | ↘0        | Малопицкий сельсовет                                         |
| 71 | Помра                 | село            | ↘284      | Белозеровский сельсовет                                      |
| 72 | Румстиха              | село            | ↘440      | Сарлейский сельсовет                                         |
| 73 | Румянцево             | село            | ↗714      | Дубравский сельсовет                                         |
| 74 | Сарадон               | деревня         | ↗13       | Сарлейский сельсовет                                         |
| 75 | Сарлей                | село            | ↗767      | Сарлейский сельсовет                                         |
| 76 | Сечуга                | посёлок         | ↗2        | Суроватихинский сельсовет                                    |
| 77 | Симбилей              | село            | ↘29       | Дубравский сельсовет                                         |
| 78 | Сиуха                 | село            | ↘34       | Богоявленский сельсовет                                      |
| 79 | Старая Пунерь         | деревня         | ↘38       | Дубравский сельсовет                                         |
| 80 | Старое Поле           | село            | →0        | Малопицкий сельсовет                                         |
| 81 | Старое Тепелево       | деревня         | ↘13       | Тепелевский сельсовет                                        |
| 82 | Староселье            | деревня         | ↘14       | Дубравский сельсовет                                         |
| 83 | Старый Относ          | деревня         | ↘8        | Дубравский сельсовет                                         |
| 84 | Суроватиха            | посёлок станции | ↘3569     | Суроватихинский сельсовет                                    |
| 85 | Суроватиха            | село            | ↘113      | Суроватихинский сельсовет                                    |
| 86 | Таможниково           | село            | ↘105      | Белозеровский сельсовет                                      |
| 87 | Татарское             | село            | ↘583      | Сарлейский сельсовет                                         |
| 88 | Тепелево              | село            | ↗647      | Тепелевский сельсовет                                        |
| 89 | Тепло-Троицкое        | село            | ↘24       | Богоявленский сельсовет                                      |
| 90 | Токариха              | деревня         | →3        | Малопицкий сельсовет                                         |
| 91 | Трухлей               | деревня         | ↘7        | Дубравский сельсовет                                         |
| 92 | Улейка                | деревня         | ↘34       | рабочий посёлок Дальнее Константиново                        |
| 93 | Устама                | деревня         | ↘17       | Белозеровский сельсовет                                      |
| 94 | Учеватиха             | деревня         | ↘0        | Сарлейский сельсовет                                         |
| 95 | Хмелёвая Поляна       | деревня         | ↗52       | Богоявленский сельсовет                                      |
| 96 | Чанниково             | деревня         | ↘14       | Белозеровский сельсовет                                      |
| 97 | Чуварлей              | деревня         | ↘12       | Кужутский сельсовет                                          |
| 98 | Юловка                | деревня         | ↘22       | Нижегородский сельсовет                                      |
| 99 | Ямные Березники       | деревня         | ↘30       | Белозеровский сельсовет                                      |

## Экономика
Дальнеконстантиновский район — сельскохозяйственный, промышленность представлена, в основном, предприятиями, обслуживающими жизнедеятельность района, а также предприятиями лесопереработки. Леса занимают площадь 37 000 гектаров.
Промышленность
Промышленность представлена следующими предприятиями:
- ЗАО «Дубки» (производство пиломатериала, услуги населению),
- МП «Дальнеконстантиновская типография» (изготовление печатной и бланочной продукции);
- ОАО «Суроватихинский завод аппаратуры связи» (производство продукции оборонного значения, медтехники, деталей для АПК);
- ЗАО «Ритм» (производство электродов, ремонт погружных насосов, электромоторов, стартеров, сварочных аппаратов, трансформаторов);
- Дальнеконстантиновский райпотребсоюз (производство хлебобулочных, колбасных изделий);
- ОАО «Успех» (производство молочной продукции);
- ООО «ДК „Леспром“» (лесозаготовка, переработка древесины, обеспечение твёрдыми видами топлива населения);
- ООО «Суроватихинский ЛПК» (предприятие по производству клееного бруса, окон, дверей, погонажа).[29]
- ООО ПО "Волга" - производитель соединительных деталей, блоков трубопровода и промышленных металлоконструкций.

Сельское хозяйство
В Дальнеконстантиновском районе имеются следующие сельскохозяйственные предприятия:
- СПК «Победа»,
- СПК «Нижегородец»,
- СПК «Победитель»,
- СПК «Белозеровский»,
- ОАО «Тепелево»,
- СПК «Красный партизан»,
- СПК «Мир»,
- СПК «Имени Ленина»,
- СПК «Маргуша»,
- СПК «Полянский»,
- СПК «Арманихинский»,
- СЗАО «Березниковское»,
- ОАО «Румянцевское»,
- ОПХ «Россия»,
- ООО «Суроватихинское» (производство мяса, молока, зерна).

Транспорт
Район имеет развитую транспортную сеть, по его территории проходят железная дорога Нижний Новгород — Арзамас, автомобильная дорога Нижний Новгород — Саранск и автодороги местного значения

## Культура и образование
В районе имеется 21 общеобразовательная школа, 19 дошкольных образовательных учреждений, 1 детский дом, специальная коррекционная школа-интернат для умственно отсталых детей, ПУ № 67.
Культура и спорт
На территории района имеются памятники археологии, архитектуры, истории, природы, в том числе 1 памятник археологии федерального значения, 8 памятников архитектуры областного значения, 7 памятников природы областного значения.
В Дальнеконстантиновском районе работают 20 библиотек, 23 клубных учреждения, 18 стационарных киноустановок, 1 детская школа искусств, 1 народный краеведческий музей.
Некоторые деревни района (Гремячая поляна, Сарадон и другие) упоминаются известным горьковским писателем Николаем Кочиным в повести «Гремячая поляна», им же дано и описание промыслов здешних мест (изготовление варежек из бараньей шерсти в деревне Сарадон и так далее).

## Археология
На территории района, в верховьях реки Серёжи, на речке Озёрке и её притоках открыт комплекс средневековых археологических памятников (древние поселения, захоронения, дороги и так далее) второй половины I тысячелетия — первой половине II тысячелетия н. э. На реке Пукстери находится два древних селища, вокруг деревни Городищи, известной по письменным источникам с XVI века, компактно находится несколько укреплённых огороженных поселений.

## Лечебные учреждения
В районе имеются 3 больницы, 5 амбулаторно-поликлинических учреждений, дом милосердия.